# 조나탕 마르셰소
조나탕 마르셰소(프랑스어: Jonathan Marchessault, 1990년 12월 27일~)는 캐나다의 아이스하키 선수로 포지션은 포워드이다. 현재 내셔널 하키 리그(NHL)의 내슈빌 프레더터스 소속으로 활동하고 있으며 이전에 콜럼버스 블루재키츠, 탬파베이 라이트닝, 플로리다 팬서스, 베이거스 골든 나이츠 소속으로 뛰었다.
NHL 드래프트의 지명을 받지 못한 보통의 선수로 여겨졌던 마르셰소는 2011년 아메리칸 하키 리그(AHL)에서 프로 선수로 경력을 시작했다. 이듬해 콜럼버스 블루재키츠와 첫 NHL 계약을 맺었으며, 주로 AHL 산하 팀에서 뛰었다. 그는 2015-16 시즌에 탬파베이 라이트닝에서 보다 많은 경기에 출전했고, 오프 시즌에 같은 주의 라이벌 팀인 플로리다 팬서스로 이적하여 30골을 기록했다.
마르셰소는 2017년 NHL 확장 드래프트에서 베이거스 골든 나이츠의 지명을 받은 후, 팀 공격진의 핵심 선수 중 한 명이 되었고, 베이거스가 1968년의 세인트루이스 블루스 이후 처음으로 확장 구단이 창단 첫 시즌에 스탠리 컵 파이널에 진출하는 데 기여했다. 그는 2022년에 골든 나이츠의 올스타 대표  선수로 선정되었고, 2023년에 팀을 스탠리 컵 우승으로 이끌었다. 그는 2023년 플레이오프 최우수 선수로 선정되어 콘 스미스 트로피를 수상했으며, NHL 드래프트 미지명 선수로는 1988년 수상자인 웨인 그레츠키 이후 처음으로 이 상을 수상했다.